# العلاقات التركية الأيرلندية
العلاقات التركية الأيرلندية هي العلاقات الثنائية التي تجمع بين تركيا وجمهورية أيرلندا.

## مقارنة بين البلدين
هذه مقارنة عامة ومرجعية للدولتين:
| وجه المقارنة                                              | تركيا         | جمهورية أيرلندا                                       |
| --------------------------------------------------------- | ------------- | ----------------------------------------------------- |
| المساحة (كم2)                                             | 783.56 ألف    | 70.27 ألف                                             |
| عدد السكان (نسمة)                                         | 80.14 مليون   | 4.76 مليون                                            |
| الكثافة السكانية (ن./كم²)                                 | 102.28        | 67.74                                                 |
| العاصمة                                                   | أنقرة         | دبلن                                                  |
| اللغة الرسمية                                             | اللغة التركية | اللغة الأيرلندية، لغة إنجليزية، الإنجليزية الأيرلندية |
| العملة                                                    | ليرة تركية    | جنيه أيرلندي، يورو، عملات اليورو الأيرلندية           |
| الناتج المحلي الإجمالي (بليون دولار)                      | 851.10 مليار  | 333.73 مليار                                          |
| الناتج المحلي الإجمالي (تعادل القوة الشرائية) بليون دولار | 1.57 تريليون  | 318.16 مليار                                          |
| الناتج المحلي الإجمالي الاسمي للفرد دولار أمريكي          | 9.12 ألف      | 61.13 ألف                                             |
| الناتج المحلي الإجمالي للفرد دولار أمريكي                 | 19.79 ألف     |                                                       |
| مؤشر التنمية البشرية                                      | 0.761         | 0.916                                                 |
| رمز المكالمات الدولي                                      | +90           | +353                                                  |
| رمز الإنترنت                                              | .tr           | .ie                                                   |
| المنطقة الزمنية                                           | ت ع م+03:00   | 00، ت ع م+01:00، أوروبا/دبلن ‏                         |

## مدن متوأمة
في ما يلي قائمة باتفاقيات التوأمة بين مدن تركية وأيرلندية:
- ترتبط أماسية مع غالواي باتفاقية توأمة.

## منظمات دولية مشتركة
يشترك البلدان في عضوية مجموعة من المنظمات الدولية، منها:
| علم المنظمة | اسم المنظمة                               | تاريخ انضمام تركيا | تاريخ انضمام جمهورية أيرلندا |
| ----------- | ----------------------------------------- | ------------------ | ---------------------------- |
|             | بنك التنمية الآسيوي                       | 1991               | 2006                         |
|             | وكالة ضمان الاستثمار متعدد الأطراف        | 3 يونيو 1988       | 27 أكتوبر 1989               |
|             | منظمة التعاون الاقتصادي والتنمية          | ?                  | ?                            |
|             | الأمم المتحدة                             | 24 أكتوبر 1945     | 14 ديسمبر 1955               |
|             | الوكالة الدولية للطاقة                    | ?                  | ?                            |
|             | الفريق المعني برصد الأرض                  | ?                  | ?                            |
|             | منظمة حظر الأسلحة الكيميائية              | ?                  | ?                            |
|             | منظمة التجارة العالمية                    | 26 مارس 1995       | ?                            |
|             | منظمة الشرطة الجنائية الدولية             | ?                  | ?                            |
|             | منظمة الأمن والتعاون في أوروبا            | 25 يونيو 1973      | 25 يونيو 1973                |
|             | مؤسسة التنمية الدولية                     | 22 ديسمبر 1960     | 22 ديسمبر 1960               |
|             | نظام تحكم تكنولوجيا القذائف               | 1997               | 1992                         |
|             | يونسكو                                    | 4 نوفمبر 1946      | 3 أكتوبر 1961                |
|             | مجلس أوروبا                               | 9 أغسطس 1949       | ?                            |
|             | الاتحاد البريدي العالمي                   | ?                  | ?                            |
|             | البنك الدولي للإنشاء والتعمير             | 11 مارس 1947       | 8 أغسطس 1957                 |
|             | المنظمة الهيدروغرافية الدولية             | ?                  | ?                            |
|             | الاتحاد الدولي للاتصالات                  | 1866               | 8 ديسمبر 1923                |
|             | مؤسسة التمويل الدولية                     | 19 ديسمبر 1956     | 11 سبتمبر 1958               |
|             | المنظمة الأوروبية لسلامة الملاحة الجوية   | 1989               | 1965                         |
|             | المركز الدولي لتسوية المنازعات الاستشارية | 2 أبريل 1989       | 7 مايو 1981                  |
|             | مجموعة أستراليا                           | 2000               | 1985                         |
|             | مجموعة الموردين النوويين                  | ?                  | ?                            |

## أعلام
هذه قائمة لبعض الشخصيات التي تربطها علاقات بالبلدين:
- جوزيف أونيل (شاعر أيرلندي، 23 فبراير 1964 – )

## وصلات خارجية
- موقع وزارة الخارجية التركية
- موقع وزارة الخارجية الأيرلندية